# Saint-Projet (Lot)
Saint-Projet – miejscowość i gmina we Francji, w regionie Oksytania, w departamencie Lot.
Według danych na rok 1990 gminę zamieszkiwało 316 osób, a gęstość zaludnienia wynosiła 20 osób/km² (wśród 3020 gmin regionu Midi-Pireneje Saint-Projet plasuje się na 751. miejscu pod względem liczby ludności, natomiast pod względem powierzchni na miejscu 730.).